# Sigo Lorfeo
Sigo Lorfeo (* 13. Februar 1953 in Torchiarolo, Italien) ist ein italienischer Schauspieler, Sänger, Drehbuchautor und Regisseur.

## Leben
Lorfeo besuchte nach der Mittleren Reife zunächst eine Seefahrtschule. Im Jahre 1969 siedelte er nach Köln um, wo er zum Grundschullehrer ausgebildet wurde. 1975 gründete er das bilinguale Ensemble „Collettivo Teatrale“, mit dem er bis 1983 einfühlsamen Gesang mit poetischen Texten versehen auf der Bühne präsentierte. Lorfeo nahm Schauspielunterricht bei der Kölner Schauspielschule der Keller. Es folgten zahlreiche Theaterengagements und auch Kino- sowie Fernsehproduktionen. Nebenher ist Lorfeo auch immer wieder als Synchronsprecher tätig. In seinem Wohnort Bergisch Gladbach ist er VHS-Dozent und gibt Sprachkurse für „Italienisch“.
In der WDR-Dauerserie Lindenstraße spielte Sigo Lorfeo von 1991 bis 2003 (Folge 301 bis 898) die Rolle des Paolo Varese, nachdem er 1990 (Folge 254) bereits eine kleine Nebenrolle in der Serie gespielt hatte. Auch in den Serien Ein Fall für zwei, Adelheid und ihre Mörder oder Tatort hatte er Rollen inne.
Nach seinem Ausscheiden aus der Lindenstraße widmete sich Lorfeo verstärkt der Musik, tritt gemeinsam mit einem Gitarristen mit eigenen Liedern und Liedern von Paolo Conte auf. Mit südamerikanischen Songs beteiligte sich Lorfeo an einer CD. 
2008 entstand der Kurzfilm Die Bekehrung, an dem Lorfeo als Drehbuchautor und Regisseur mitwirkte.
Lorfeo lebt heute mit seiner Frau und den beiden gemeinsamen Kindern in der Nähe von Köln.

## Filmografie
- 1991–2003: Lindenstraße
- 1994: Die Sieger
- 1994: Die Wache – Von Muskeln und Mäusen (TV-Serie)
- 1995: Entführung aus der Lindenstraße (Fernsehfilm)
- 1995: Verbotene Liebe ( 4 Episoden)(TV-Serie)
- 1995: Die Sturzflieger
- 1997: Kommissar Schimpanski – Stumme Zeugin (TV-Serie)
- 1998: Der Commissioner – Im Zentrum der Macht
- 1998: Alle für die Mafia
- 1998: Der Dicke und der Belgier (TV-Serie)
- 1999: Die Straßen von Berlin – Falschgeld
- 1999: Die Wache – Durchgeknallt (TV-Serie)
- 1999: Per Anhalter
- 2000: Aus gutem Haus (TV-Serie)
- 2000: Der Bulle von Tölz: Rote Rosen
- 2000: Nesthocker – Familie zu verschenken – Zug um Zug
- 2001: Mayday! Überfall auf hoher See (Fernsehfilm)
- 2002: Zwischen den Sternen
- 2002: Sinan Toprak ist der Unbestechliche – Das Versprechen
- 2002: Im Visier der Zielfahnder – Falsches Spiel (TV-Serie)
- 2002: Im Visier der Zielfahnder – Blondinen bevorzugt
- 2003: Adelheid und ihre Mörder – Ein Vogel namens Otto
- 2004: Besser als Schule
- 2005: Kanzleramt – Auf Leben und Tod
- 2005: Tatort – Ohne Beweise
- 2005: Ein Fall für zwei – Das gestohlene Leben